# ستيف فاغنر
ستيف فاغنر (بالإنجليزية: Steve Wagner)‏ هو لاعب هوكي الجليد أمريكي، ولد في 6 مارس 1984 في غراند رابيدز في الولايات المتحدة.

## وصلات خارجية
- ستيف فاغنر على موقع دوري الهوكي الوطني (الإنجليزية)
- ستيف فاغنر على موقع EliteProspects.com (الإنجليزية)
- ستيف فاغنر على موقع HockeyDB.com (الإنجليزية)
- ستيف فاغنر على موقع Hockey-Reference.com (الإنجليزية)